# Vitalij Gerasimov
Vitalij Petrovič Gerasimov (rusky Виталий Петрович Герасимов, 9. července 1977) je ruský generálmajor. Během ruské invaze na Ukrajinu slouží jako náčelník štábu a první zástupce velitele 41. vševojskové armády. Dne 7. března 2022 ukrajinské ministerstvo obrany oznámilo, že Gerasimov byl zabit v Charkovské oblasti, tato informace však byla ruskou stranou popřena.

## Život
Po absolvování Čeljabinského vyššího tankového velitelského učiliště působil v letech 1999 až 2005 postupně jako velitel tankové čety a roty a náčelník štábu výcvikového tankového praporu, a to u Severokavkazského a Dálněvýchodního vojenského okruhu. Do roku 2007 studoval na Vševojskové akademii Ozbrojených sil Ruské federace, poté získal velení nad motostřeleckým praporem Severokavkazského vojenského okruhu. V letech 2010 až 2013 působil jako náčelník štábu a zástupce velitele 74. samostatné gardové motostřelecké brigády v rámci 41. vševojskové armády Středního vojenského okruhu. Následně velel 15. samostatné motostřelecké brigádě 2. gardové vševojskové armády. Mezi roky 2014 až 2017 byl vedoucím katedry taktiky Vševojskové akademie Ozbrojených sil Ruské federace, přičemž byl dne 11. června 2016 povýšen do hodnosti generálmajora. Roku 2019 dokončil studia na Fakultě národní bezpečnosti a obrany Vojenské akademie generálního štábu Ozbrojených sil Ruské federace a byl jmenován velitelem 90. gardové tankové divize. Od roku 2020 pak působil jako náčelník štábu a první zástupce velitele 41. vševojskové armády Středního vojenského okruhu. Asi dne 7. března 2022 byl podle ukrajinské strany údajně zabit během ruské invaze na Ukrajinu. Ruská strana jeho smrt nepotvrdila. Jeho tělo bylo údajně později nalezeno mezi těmi, která nechali ruští vojáci na bojišti.
Informace o jeho smrti nebyly spolehlivě potvrzeny, živý Gerasimov se údajně objevil na veřejnosti, když mu byl 23. května 2022 udělen Řád Alexandra Něvského.